# Velîkîi Lis, Borodeanka
Velîkîi Lis (în ucraineană Великий Ліс) este un sat în comuna Mîrcea din raionul Borodeanka, regiunea Kiev, Ucraina.

## Demografie
Componența lingvistică a localității Velîkîi Lis
     Ucraineană (100%)
Conform recensământului din 2001, toată populația localității Velîkîi Lis era vorbitoare de ucraineană (100%).